# Klaus Mudersbach
Klaus Mudersbach (* 10. März 1943 in Würzburg; † 28. Juli 2010 in Heidelberg) war ein deutscher Sprachwissenschaftler und Hochschullehrer.

## Leben und Wirken
Nach dem Abitur 1962 in Heidelberg studierte Klaus Mudersbach von 1962 bis 1968 Physik, Chemie und Mathematik an der Universität Heidelberg und bis 1970 außerdem Sprachwissenschaft und Philosophie. 1968 legte er die Prüfung zum Diplom-Physiker ab und promovierte 1970 zum Dr. rer. nat. bei dem Kernphysiker Peter von Brentano. Von 1970 bis 1973 arbeitete er als wissenschaftlicher Angestellter am Max-Planck-Institut für Kernphysik in Heidelberg, von 1973 bis 1981 dann als wissenschaftlicher Assistent für Angewandte Sprachwissenschaft. 1981 habilitierte er sich für das Fach Sprachwissenschaft und lehrte bis 1983 in Heidelberg als Privatdozent, anschließend ab 1983 als Professor.
Klaus Mudersbach beschäftigte sich in seinen Veröffentlichungen u. a. mit der Sprachphilosophie und Logik, der Wissenschaftssprache und Gesetzestexten.

## Veröffentlichungen (Auswahl)
- Kommunikation über Glaubensinhalte. Grundlagen der epistemistischen Linguistik. De Gruyter, Berlin 1983, ISBN 3-11-008870-3 (= Habilitationsschrift Universität Heidelberg).
- Kommunizieren als Übersetzungsproblem. Über Mißverständnisse und deren Verhinderung. In: Frank Liedtke (Hrsg.): Kommunikation und Kooperation (= Linguistische Arbeiten. Bd. 189). Niemeyer, Tübingen 1987, ISBN 3-484-30189-9, S. 37–69.
- Die Methode der Gesetzesanalyse als Beitrag der Individual-Linguistik zur Erfassung der Patientenwirklichkeit. In: LiLi. Zeitschrift für Literaturwissenschaft und Linguistik, Bd. 69 (1988), S. 84–110.
- The theoretical description of speaker-hearer-hypotheses. In: Rainer Dietrich (Hrsg.): Language processing in social context. North Holland, Amsterdam 1989, ISBN 0-444-87144-6, S. 77–93.
- Erschließung historischer Texte mithilfe linguistischer Methoden. In: Heinrich Best (Hrsg.): Neue Methoden der Analyse historischer Daten (= Historisch-sozialwissenschaftliche Studien. Bd. 23).  Scripta-Mercaturae-Verlag, St. Katharinen 1991, ISBN 3-922661-84-X, S. 318–362.
- (mit Klaus Heger): Aktantenmodelle. Aufgabenstellung und Aufbauregeln. Bitsch, Birkenau/Heidelberg 1984, ISBN 3-925014-00-4.
- Die juristische Vorschrift als holistischer Text (= Speyerer Forschungsberichte. Bd. 161). Forschungsinstitut für Öffentliche Verwaltung, Speyer 1996, ISBN 3-932112-00-8.
- Wie vermeidet man Denkfehler beim Formulieren von wissenschaftlichen Theorien? In: Eva-Maria Jakobs (Hrsg.): Schreiben in den Wissenschaften (= Textproduktion und Medium. Bd. 1). Lang, Frankfurt am Main 1997, ISBN 3-631-30969-4, S. 201–221.
- (mit Heidrun Gerzymisch-Arbogast): Methoden des wissenschaftlichen Übersetzens (= UTB. Bd. 1990). Francke, Tübingen 1998, ISBN 3-8252-1990-9.
- Die holistische Betrachtung von Fachtexten und deren Übersetzung. In: Heidrun Gerzymisch-Arbogast (Hrsg.): Wege der Übersetzungs- und Dolmetschforschung. Narr, Tübingen 1999, ISBN 3-8233-5200-8, S. 13–41.
- Wissenschaftstheorie in der Wissenschaftssprache. Oder: oder: Wie beeinflußt die Sprache die Wissenschaft? In: Herbert Ernst Wiegand (Hrsg.): Sprache und Sprachen in den Wissenschaften. Geschichte und Gegenwart. De Gruyter, Berlin 1999, ISBN 3-11-015579-6, S. 154–200.
- Methoden zur Herstellung von Gesetzestexten. In: Walter Schreckenberger (Hrsg.): Grundfragen der Gesetzgebungslehre (= Schriftenreihe der Hochschule Speyer. Bd. 138). Duncker & Humblot, Berlin 2000, ISBN 3-428-10389-0, S. 77–98.
- Wie der Mensch im Alltag folgert. Ein Gegenvorschlag zur formalen Logik. In: Andrea Lehr (Hrsg.): Sprache im Alltag. Beiträge zu neuen Perspektiven in der Linguistik. Herbert Ernst Wiegand zum 65. Geburtstag gewidmet. de Gruyter, Berlin 2001, ISBN 3-11-016456-6, S. 71–96.
- Struktur und Strukturierung in der Lexikologie. In: D. Alan Cruse (Hrsg.): Lexikologie. Bd. 1 (= Handbücher zur Sprach- und Kommunikationswissenschaft. Bd. 21). de Gruyter, Berlin 2002, ISBN 3-11-011308-2, S. 45–58.
- Kultur braucht Übersetzung. Übersetzung braucht Kultur (Modell und Methoden). In: Gisela Thome (Hrsg.): Kultur und Übersetzung. Methodologische Probleme des Kulturtransfers. Narr, Tübingen 2002, ISBN 3-8233-5970-3, S. 169–225.
- Mathematische und logische Rekonstruktion des Abhängigkeits- und Valenz-Konzepts. In: Vilmos Ágel (Hrsg.): Dependenz und Valenz. Ein internationales Handbuch der zeitgenössischen Forschung. Bd. 1 (= Handbücher zur Sprach- und Kommunikationswissenschaft. Bd. 25). de Gruyter, Berlin 2003, ISBN 3-11-014190-6, S. 37–66.
- Kohärenz und Textverstehen in der Lesersicht. Oder: Wie prüft man die Stimmigkeit von Texten beim Lesen. In: Juliane House (Hrsg.): Neue Perspektiven in der Übersetzungs- und Dolmetschwissenschaft. Festschrift für Heidrun Gerzymisch-Arbogast zum 60. Geburtstag (= Fremdsprachen in Lehre und Forschung. Bd. 35). AKS-Verlag. Bochum 2004, ISBN 3-925453-43-1, S. 249–271.
- Womit kann der Mensch in der Logik rechnen? Logisches Denken zwischen Sinnkohärenz und Berechnung. In: Eduard Haueis (Hrsg.): Paradigms lost (= Osnabrücker Beiträge zur Sprachtheorie. Bd. 69). Red. OBST, Duisburg 2005, ISBN 3-924110-69-7, S. 153–186.
- Das juristische Handeln im Spannungsfeld zwischen individuellem Rechtsempfinden und normativer Logik. In: Walter Schreckenberger (Hrsg.): Allgemeine Grundlagen für Recht, Rechtspraxis und Verwaltung (= Speyerer Arbeitshefte. Bd. 198).  Dt. Hochsch. für Verwaltungswiss. Speyer 2009, S. 125–138.
- Das Interesse an Klarheit. Eine Auswahl unveröffentlichter Schriften. AITREN e.V., Saarbrücken 2019 (Volltext).